# Pecom 32
Il Pecom 32 è un home computer utilizzato in ambito didattico prodotto dalla Elektronska Industrija Niš in Serbia nel 1985.
Adotta una CPU CPD 1802B 5V7 operante alla frequenza di 5 MHz.

## Specifiche
- CPU: CPD 1802B 5V7 con frequenza di 5 MHz
- ROM: 16 kB, opzionale espansione di 16 KB contenente un editor ed il linguaggio Assembler
- RAM: 36 KB (32 KB disponibili per l'utente)
- Memoria di massa: registratore a cassette
- Display: 8 colori, modo testo con 24 linee da 40 caratteri; modo pseudo-grafico
- Porte I/O: connettore per registratore a cassette, uscita video RF e composito, RS-232 e connettore l'espansione